# ويليام إتش كيتينغ
ويليام إتش كيتينغ (بالإنجليزية: William H. Keating) هو عالم نبات وجيولوجي أمريكي، ولد في 11 أغسطس 1799 في ويلمنغتون في الولايات المتحدة، وتوفي في 1840.